# Aspidimorpha timorensis
Aspidimorpha timorensis là một loài bọ cánh cứng trong họ Chrysomelidae. Loài này được Swietojanska miêu tả khoa học năm 2001.